# Tovomita acutiflora
Tovomita acutiflora là một loài thực vật có hoa trong họ Bứa. Loài này được M.Barros & G.Mariz miêu tả khoa học đầu tiên năm 1981.